# Norská lesní kočka
Norská lesní kočka je polodlouhosrstá kočka původem ze Severní Evropy, řazená podle klasifikace FIFe do skupiny II. Jedná se o přírodní plemeno adaptované na chladné podmínky své domoviny.

## Historie
Zmínky o velkých kočkách s huňatými ocasy a vysokýma nohama nalezneme již v severských legendách z dob Vikingů (Edda). Vůz bohyně plodnosti Freyi byl údajně tažen právě norskými lesními kočkami. Kdekoli se objevila Freya se svým vozem, kvetly květiny a klíčila setba. Proto Skandinávci stavěli na svá pole misky s mlékem a doufali, že tak získají přízeň bohyně plodnosti.
Dodnes však není jasné, odkud vlastně norské lesní kočky pocházejí. Předpokládá se ale, že původně ve Skandinávii neexistovaly místní divoké kočky, takže předkové norských lesních koček se museli dostat do severských lesů s pomocí člověka. Nejčastěji se uvádí, že norské lesní kočky by mohly být potomky skotských divokých koček dovezených do Norska na lodích Vikingů kolem roku 1000 n. l. Objevují se též teorie o norských lesních kočkách jako potomcích zdivočelých tureckých angor či ruských dlouhosrstých koček (předkové dnešní sibiřské kočky) dovezených do Norska někdy v 16. století.
Během druhé světové války byly norské lesní kočky díky nekontrolovanému křížení s jinými kočkami téměř vyhubeny. Nestalo se tak jen díky zásahu norských chovatelů (Norwegian Forest Cat Club), kteří pro plemeno vytvořili oficiální chovný program. Žádost o uznání byla světové organizací FIFe podána ale až v roce 1970, oficiálně je plemeno uznáno od roku 1976. V současnosti je norská lesní kočka populární především v Norsku, Švédsku, Francii, Polsku a Slovensku.

## Charakteristika plemene

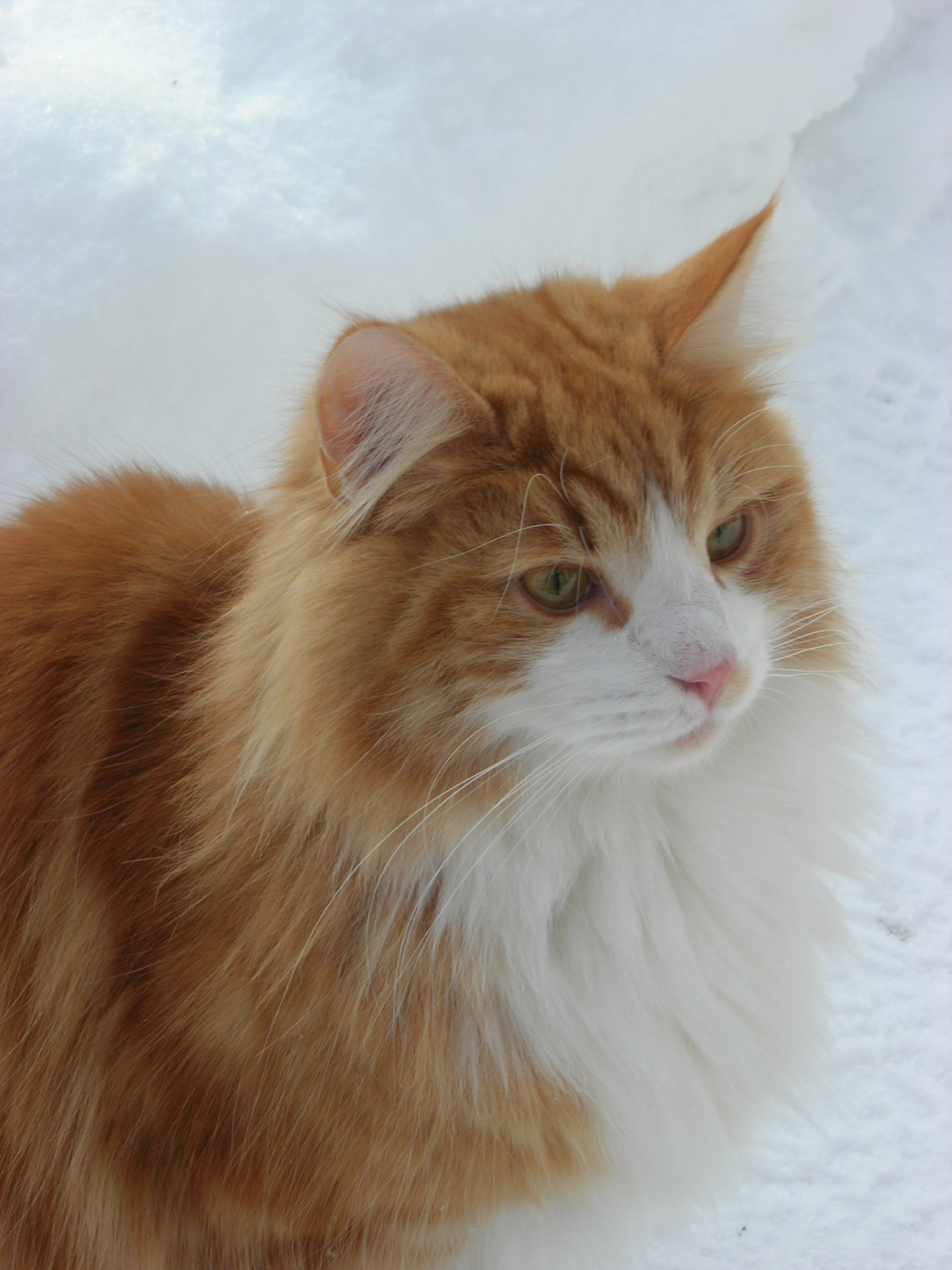
Norská lesní kočka na sněhu (detail)

Norská lesní kočka je silná, velká kočka s robustním tělem, dlouhýma nohama a huňatým ocasem. Samice váží obvykle 4–6 kg, samec 5–8 kg. Obvyklá doba života je 14–16 let.
Hlava je trojúhelníková s dlouhým, rovným profilem bez stopu. Kulatá nebo čtvercová hlava je považována za defekt. Oči jsou velké, oválné, mírně zešikmené s bdělým výrazem. Uši velké, široké u základny, se štětičkami a chomáči chlupů v uších jako u rysa. Tělo dlouhé, silně stavěné, pevná skladba kostí. Nohy silné, vysoké, zadní nohy delší než přední. Tlapky velké, oválné, v proporci k nohám. Ocas je dlouhý a huňatý, měl by sahat nejméně k lopatkám, ideálně ke krku.
Srst je polodlouhá. Vlnovitá podsada je na slabinách a hřbetě překryta vodoodpudivou krycí srstí tvořenou dlouhými, hrubými a lesklými chlupy. Plně osrstěná kočka (se zimní srstí) má náprsenku, límec a kalhotky. Srst nesmí být suchá, zplstnatělá nebo příliš hedvábná.
FIFe povoluje všechny barvy kromě následujících: chocolate (čokoládová), lilac (lilová), cinnamon (skořicová), fawn (plavá) a znaků pointed (typických například pro siamky). Specifické barvy povolené pouze u norské lesní kočky jsou amber (jantarová), light amber (světle jantarová), amber tortie (jantarově želvovinová) a light amber tortie (světle jantarově želvovinová). Je povolen jakýkoli podíl bílé (například bílé břicho, bílé tlapky a podobně).

## Povaha a chov
Norská lesní kočka je velmi společenská. Nesnáší samotu, bývá-li tedy majitel přes den mimo domov, doporučuje se chovat norku společně s jinou kočkou (stejného či jiného plemene). Vyžaduje hodně pozornosti a umí se velmi energicky domáhat pozornosti svého majitele. Norky jsou přátelské, inteligentní, klidné a vyrovnané. Norské lesní kočky mají velmi silné drápy, takže rády a dobře šplhají, dokonce jsou schopny šplhat i po holé skále. V bytě je proto vhodné norce pořídit důkladný a stabilní „kočičí strom“. Kočky chované venku jsou hbitými a schopnými lovci.
Silnou chovatelskou základnu má plemeno především ve Skandinávii (Norsko, Švédsko), v České republice není toto plemeno zatím příliš rozšířené, ale na rozšíření chovu se intenzivně pracuje. Norská lesní kočka těží ze současné popularity polodlouhosrstých plemen, na světových výstavách FIFe (konají se vždy jednou do roka ve vybrané zemi) patří v posledních letech norské lesní kočky (spolu s mainskou mývalí kočkou) k nejvíce zastoupeným plemenům.